# Séméac
Séméac is een gemeente in het Franse departement Hautes-Pyrénées (regio Occitanie). De plaats maakt deel uit van het arrondissement Tarbes en van het gemeentelijk samenwerkingsverband Communauté d'Agglomération Tarbes-Lourdes-Pyrénées. Séméac telde op 1 januari 2022 5.202 inwoners.
De kerk Notre-Dame de l'Assomption van Séméac is gebouwd in de 17e en 18e eeuw.

## Geschiedenis
De plaats werd voor het eerst vermeld in 1032 maar de ontwikkeling begon pas rond 1275 toen Raimond-Arnaud de Castelbajac er een kasteel en een kerk liet bouwen. In 1540 kwam de heerlijkheid in handen van de familie Gramont. In 1569 werd de kerk van Séméac in brand gestoken door de hugenoten. In de 17e eeuw werd de heerlijkheid Séméac een markiezaat. Het oude middeleeuwse kasteel werd afgebroken en in de plaats kwam een paleis. Dit paleis, intussen volledig in verval, werd op zijn beurt in 1777 afgebroken. Lange tijd was Séméac een landbouwdorp dat het nabijgelegen Tarbes voorzag van groenten en melk. Sindsdien is het westen van de gemeente verstedelijkt als voorstad van Tarbes.

## Geografie
De oppervlakte van Séméac bedroeg op 1 januari 2022 6,29 vierkante kilometer; de bevolkingsdichtheid was toen 827 inwoners per km². Séméac ligt op de rechteroever van de Adour op een gemiddelde hoogte van 320 m.
De autosnelweg A64 loopt door de gemeente.
De onderstaande kaart toont de ligging van Séméac met de belangrijkste infrastructuur en aangrenzende gemeenten.

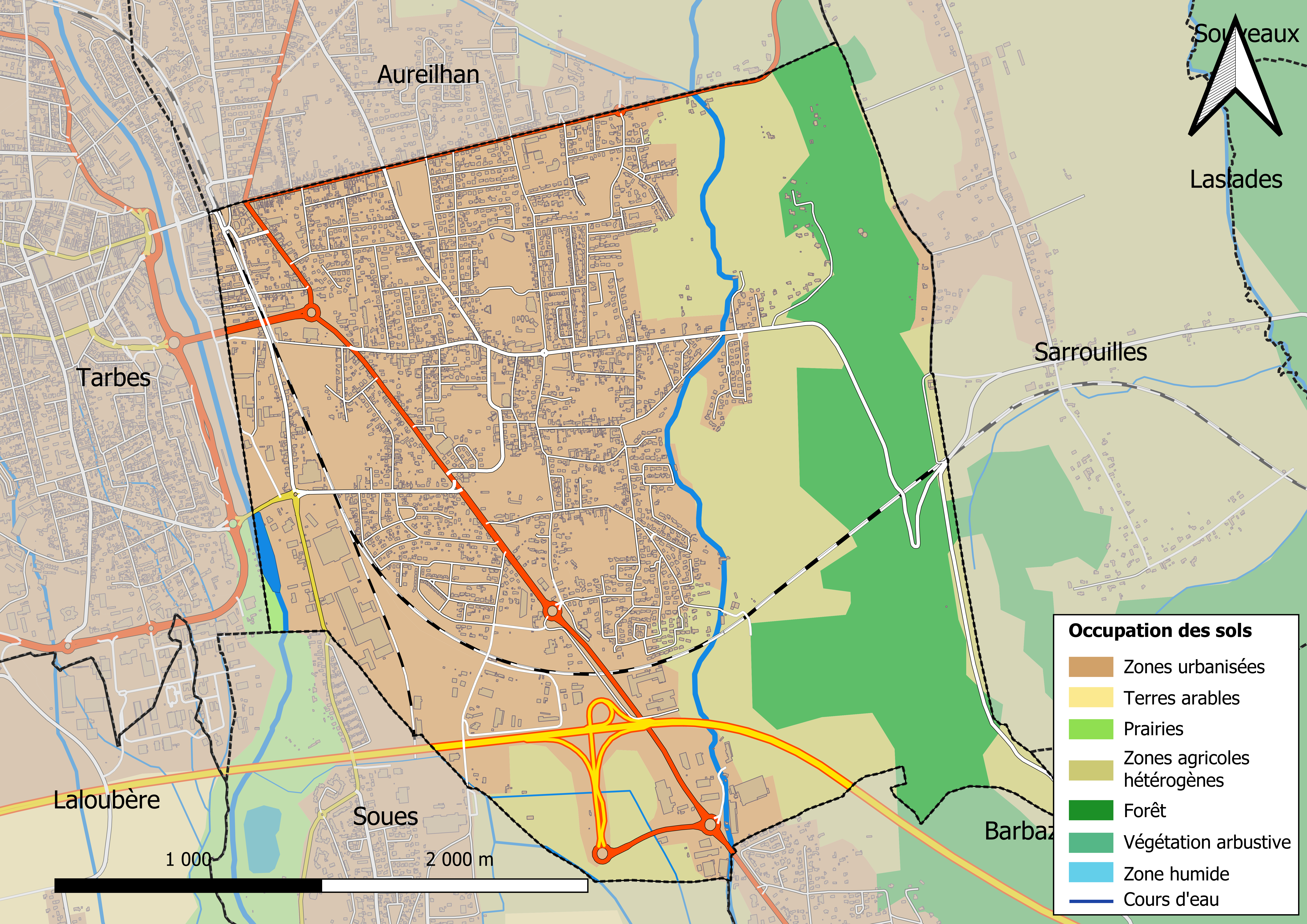

## Demografie
Onderstaande figuur toont het verloop van het inwonertal (bron: INSEE-tellingen).